# 顾琮 (清朝)
顾琮（穆麟德轉寫：Gudzung；1685年 - 1755年），字用方，伊尔根觉罗氏，满洲镶黄旗人。曾任漕运、河道总督。

## 生平
顾琮为尚书顾八代之孙（《清朝通志》作侄孙），其父顾俨，官至副都统。顾琮早年以监生身份录入算学馆，编纂《算法》等书，书成后给予议叙。康熙六十一年（1722年），授吏部员外郎，雍正三年（1725年），授户部郎中，升任御史，四年（1726年），巡视长芦盐政，八年（1730年），升任太仆寺卿，九年（1731年），授霸州营田使，十一年（1733年），协理直隶总河，升任太常寺卿，署直隶总督，不久，授直隶河道总督。十二年（1734年），顾琮奏报，“永定河口深通，上流始得畅注入淀。近因淤，议濬引河，自然开刷，不劳民力，号为天赐引河。”雍正帝令其祭祀以为报答，顾琮同时上疏请求更定管河厅汛，增设官员，雍正帝令部里商议执行。
乾隆元年（1736年），顾琮代理江苏巡抚，因其父去世而回旗丁忧。二年（1737年），奉命协办吏部尚书事，永定河决堤，乾隆帝命其与总督李卫一同督修，不久代理河道总督。三年正月（1738年），改授朱藻为河道总督，命顾琮协同办理，顾琮上奏畿辅西南各水路在东西两淀汇聚，淤泥增多、河水漫出有隐患，请求设置垡船捞泥，以三角淀通判、清河同知管理相关事宜，后朱藻被罢官，顾琮再度担任河道总督。五年（1740年），顾琮疏通了青县兴济、沧州捷地两处减河，向朝廷奏报善后处理方法，提出疏通海口，在远出修筑堤坝，同时多设涵洞。六年（1741年），顾琮请求改定子牙河管河官制，不久因朝廷裁缺而回京。同年，授漕运总督。七年（1742年），顾琮奏言，“清江以上，运河两岸，向来只知束水济运，未知借水灌田，坐听万顷源泉，未收涓滴之利。同此田亩，淮南、淮北，腴瘠相悬。或疑运河泄水，於济运有妨。不知漕艘道经淮、徐，五月上旬即可过竣。稻田须水，正在夏秋间。若届时始行宣导，是祗借闭蓄之水为灌溉之资，於漕运初无所妨。况清江左右所建涵洞，成效彰彰。推此仿行，万无疑虑。请特遣大臣总理相度，会同督、抚、河臣详酌兴工。”尚未及施行，八年（1743年），顾琮以督运事宜赴京师，入宫与皇帝问答，顾琮请求限制耕地借水灌田，乾隆帝斥其扰民，没有同意。
乾隆十年六月（1745年），顾琮疏请于马庄集、曹家店分别建石闸以限制上游之水，并将骆马湖入运处改在皂河，以上䡐车头建闸挑渠。十字河竹络坝开放后，水流湍急，将运河截为两段，粮艘难以用手提拉，因此顾琮请求于竹谿坝下接堤堵截，另于苏家闸南濬河越黄入运，获准。十一年（1746年），代理江南河道总督。十二年（1747年），顾琮奉命与大学士高斌审察有关浙江巡抚常安贪婪的状告。因未能追究到底而遭到夺官，但被留任，不久调任河东河道总督。十七年（1752年），顾琮上疏说道，“运河堤未设堡房。请视黄河例，每二里建堡房，都计四百馀座。”十九年（1754年），因江南总河任内在施工银两方面有浪费，再度被夺官，不久，顾琮病卒。
顾琮个人操守严肃正直，曾入宫接受皇帝询问，当时恰逢气候干旱多风，雍正帝为此担忧。顾琮引述《尚书·洪范》中的“蒙恒风若，虑臣或蔽君”，使雍正帝为之动容。此后，雍正帝驾崩，顾琮也刚刚丧偶，三年之后才续娶。方苞认为此举合乎礼法。
与治河同事、镶黄旗满洲高斌交友。

## 家庭
- 祖父顾八代，礼部尚书。
- 父顾俨，袭三等轻车都尉，副都统。
- 子世衡。

## 引注
1. ↑  中央研究院. . 中央研究院.   [2017-12-29]. （原始内容存档于2021-06-09）.
2. ↑  Jami 2012，第262頁
3. 1 2 3 4 5  赵尔巽等 1998，第10637頁
4. ↑  嵇璜 & 刘墉 等 1787，第50頁
5. 1 2 3 4 5 6 7 8 9  赵尔巽等 1998，第10638頁
6. 1 2 3 4 5 6  赵尔巽等 1998，第10639頁